# Vöcklabruck (stad)
Vöcklabruck is een gemeente in de Oostenrijkse deelstaat Opper-Oostenrijk, gelegen in het district Vöcklabruck. De gemeente heeft ongeveer 11.700 inwoners. Het heeft een historisch stadscentrum waarbij vooral de twee stadspoorten in het oog springen. Op een ervan (de Wappenturm) staan de wapens geschilderd van de landen van keizer Maximiliaan van Oostenrijk, waaronder die van de Bourgondisch-Habsburgse Nederlanden.

## Geografie
Vöcklabruck heeft een oppervlakte van 16 km². De gemeente ligt in het zuidwesten van de deelstaat Opper-Oostenrijk. Het ligt ten noordoosten van de deelstaat Salzburg en ten zuiden van de grens met Duitsland.

## Europees Schutterstreffen
Op 31 augustus 2003 vond in Vöcklabruck het Europees Schutterstreffen plaats, waarbij duizenden schutters van schutterijen uit heel Europa elkaar ontmoetten.

## Geboren
- Lukas Pöstlberger (1992), wielrenner
- Alexandra van Hannover (1999), dochter van prins Ernst August van Hannover en prinses Caroline van Monaco
- Laura Wienroither (1999), voetbalster

## Partnersteden
- Český Krumlov (Tsjechië)

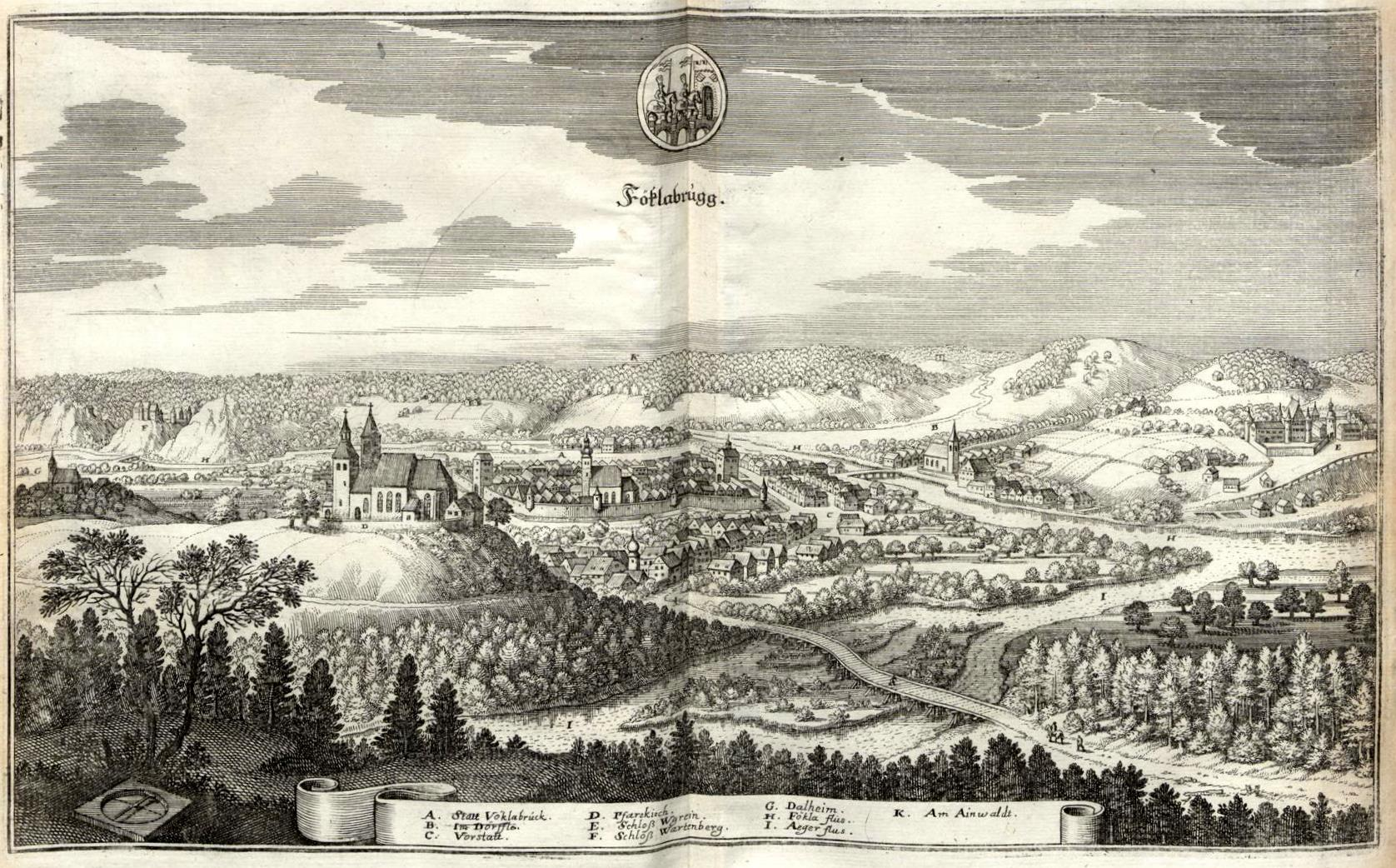
Vöcklabruck in 1679

- Gemeinsame Normdatei: 4063671-9
- Library of Congress Control Number: nr2004024082
- MusicBrainz: 00e6bf6e-c8e4-4abf-b6ad-bad4b04d44af
- National Archives and Records Administration: 10044891
- Nationale Bibliotheek van Tsjechië: ge1096220
- Nationale Bibliotheek van Israël: 987007471602205171
- Virtual International Authority File: 122457663
- WorldCat: E39PCjDypP8ghDC7djkqVXCGH3